# Too Mean to Die
《Too Mean to Die》는 2021년 1월 29일에 발매된 독일의 헤비 메탈 밴드 억셉트의 열여섯 번째 스튜디오 음반이다. 이 음반은 2019년 오리지널 베이시스트 피터 발테스를 대체한 마틴 모트닉과 같은 해에 밴드에 합류한 리듬 기타리스트 필립 슈즈가 참여한 첫 번째 억셉트 음반이다. 이 밴드는 2022년 2월에 네이팜 레코드와 계약했기 때문에, 이 음반은 뉴클리어 블래스트를 통해 발매되는 그들의 마지막 음반이다.

## 배경
이 음반은 앤디 스냅과 함께 다섯 번째로 녹음되었다. 처음으로 오랜 베이시스트 피터 발테스를 데뷔시킨 새로운 베이시스트 마틴 모트닉과 새로운 세 번째 기타리스트 필립 슈즈가 귀를 기울이고 있다.
커버 아트는 로봇 뱀으로 나타냈고, 또한 개비 호프만의 복귀를 마크 토르니요와 함께 작사가로 본다. 이 밴드는 음반 〈The Underaker〉와 〈Too Mean to Die〉의 두 싱글을 발매했다. 세 번째 싱글인 〈Zombie Apocalypse〉은 1월 15일에 발매되었다.

## 곡 목록
| #   | 제목                        | 작사·작곡                        | 재생 시간 |
| --- | --------------------------- | -------------------------------- | --------- |
| 1.  | 〈Zombie Apocalypse〉       | 울프 호프만, 마크 토르니요       | 5:35      |
| 2.  | 〈Too Mean to Die〉         | 호프만, 토르니요, 디애피         | 4:21      |
| 3.  | 〈Overnight Sensation〉     | 호프만, 토르니요, 디애피         | 4:24      |
| 4.  | 〈No Ones Master〉          | 마틴 모트닉, 호프만, 토르니요    | 4:10      |
| 5.  | 〈The Undertaker〉          | 호프만, 토르니요                 | 5:37      |
| 6.  | 〈Sucks to Be You〉         | 모트닉, 호프만, 토르니요         | 4:05      |
| 7.  | 〈Symphony of Pain〉        | 호프만, 토르니요, 디애피         | 4:39      |
| 8.  | 〈The Best Is Yet to Come〉 | 호프만, 토르니요, 모트닉, 디애피 | 4:47      |
| 9.  | 〈How Do We Sleep〉         | 호프만, 토르니요, 모트닉, 디애피 | 5:41      |
| 10. | 〈Not My Problem〉          | 호프만, 모트닉, 토르니요, 디애피 | 4:21      |
| 11. | 〈Samson and Delilah〉      | 카밀 생상스, 안토닌 드보작       | 4:31      |